# مصباح الحشرات

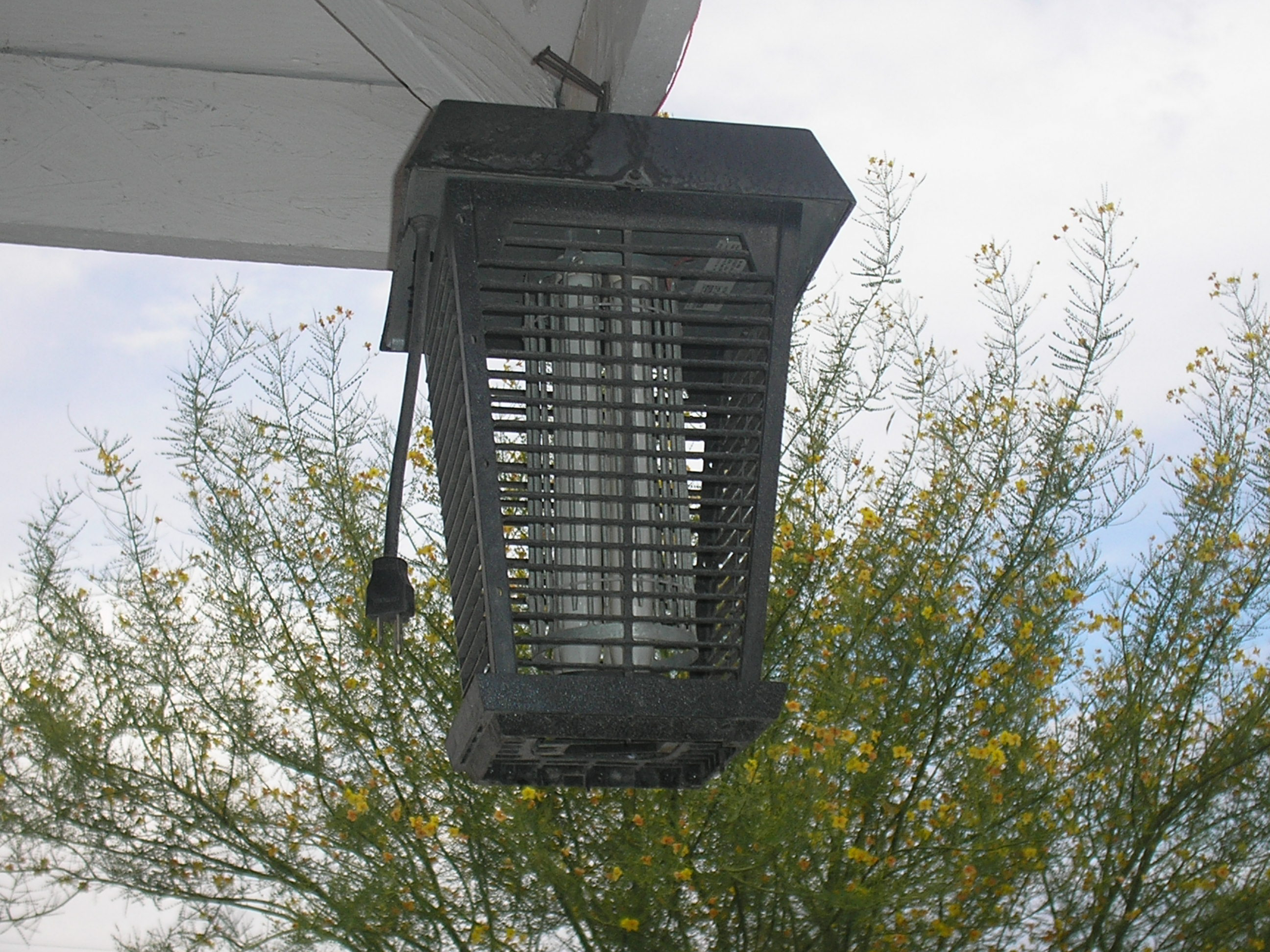
مصباح خارجي مضاد للحشرات، مطفأ، أثناء النهار.

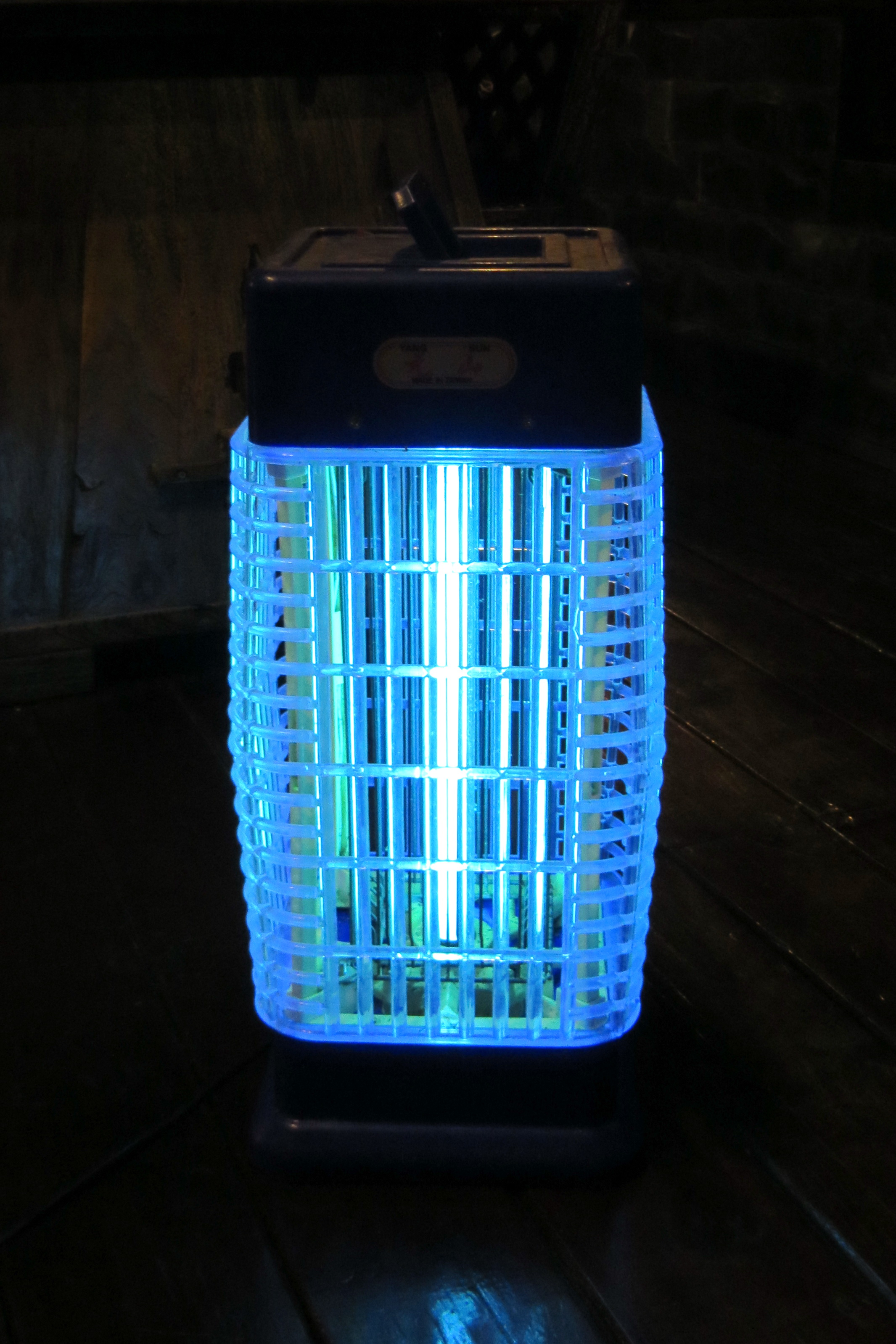
مصباح حشرة في الداخل، في الظلام.

الغرض من مصباح الحشرات أو «مصيدة الحشرات الضوئية» هو ضوء يعمل لجذب وقتل الحشرات الطائرة التي تعتبر ضارة في المنازل أو خارج المنازل.
يتكون من ضوء ينبعث منه مصباح (مرئي وفوق بنفسجي)، محاط بشبكة معدنية بأسلاك متصلة بالتناوب مع اثنين من الجهد الكهربائي العالي، والذي يصعق الحشرات الطائرة، وخارج شبكة بلاستيكية الحماية مدمجة في دعامة.
لذا فإن البعوض يكون بشكل استثنائي فقط ضحية هذه المصابيح المضادة للحشرات لأنه يتحرك بشكل عام، فهو يزدر الضوء للتركيز على ثاني أكسيد الكربون المنبعث من فريسته، حتى بتركيزات منخفضة جدًا (حتى 50 جزءًا لكل مليون فقط).